# Plébiscites pour l'unification en Italie
L'unification italienne fait apparaître un phénomène nouveau, la consultation par plébiscite de la population sur la question de son avenir. C'est une rupture importante avec les pratiques antérieures où les gouvernants, la plupart du temps non élus, disposaient des territoires et des populations comme ils l'entendaient.
En Italie, le mouvement d'unification est surtout le fait des élites intellectuelles (universitaires, bourgeoisie, professions libérales) porteuses de l'idée d'une Italie « phare de la civilisation », comme dans l'Antiquité ou la Renaissance et déplorant l'affaiblissement du pays, par ses divisions territoriales, laissant le champ libre à l'intervention des puissances voisines (France, Autriche et Espagne). Les « risorgimentistes » se recrutent aussi parmi la bourgeoisie industrielle et commerciale, voire les grands propriétaires terriens, vivant en ville selon la tradition des pays latifundiaires. Ceux-là réclament un marché, une monnaie, une législation uniques pour permettre le développement de leurs affaires. La population italienne majoritairement rurale, très peu instruite et profondément religieuse ne participe pas aux débats d'idées et assez peu aux luttes militaires. Cette population est même quelques fois contre-révolutionnaire comme en Sicile.
Cependant la Révolution française a développé l'idée du « droit des peuples à disposer d'eux-mêmes. » Napoléon III souhaite donc que les populations soient consultées sur leur réunion au royaume de Sardaigne. Aussi Cavour fit-il organiser des plébiscites qui, dans le feu et l'enthousiasme de la victoire, sans compter les pressions que les notables locaux peuvent avoir sur des électeurs sans traditions politiques, sont majoritairement favorables à l'unification.
- 11-12 mars 1860, Émilie : 426 000 oui sur 427 512 votants[1]
- 11-12 mars 1860, Toscane : 366 751 oui sur 386 445 votants[1]
- 21 octobre 1860, Naples : 1 302 064 oui et 10 302 non[2]
- 21 octobre 1860, Sicile : 432 053 oui et 667 non[2]
- 4-5 novembre 1860, Ombrie : 97 040 oui et 380 non[2]
- 4-5 novembre 1860, Marches : 133 765 oui et 1 212 non[2]
- 21-22 octobre 1866, Vénétie : 647 246 oui et 69 non[3]
- 2 octobre 1870, Rome et Lazio : 133 681 oui et 1 507 non[3]

Ainsi, l'unification italienne peut alors apparaître comme le résultat de la volonté de tout un peuple combattant pour sa liberté. Cependant, compte tenu des résultats, la régularité des plébiscites est contestée.
Il en est de même pour le rattachement de la Savoie et du Comté de Nice à la France, prévue dans le traité de Turin (1860) :
- 15 avril 1860 Nice: 25 933 oui et 160 non
- 22-23 avril 1860, Savoie: 130 533 oui et 235 non.